# Lindóia (aviso)
O Lindóia foi um navio de guerra do tipo Aviso que serviu a Armada Imperial Brasileira durante a Guerra do Paraguai. A embarcação foi adquirida da Argentina em 1865 por intermédio do Almirante Tamandaré. Possuía uma peça de calibre 6. Em 15 de agosto de 1867 estava entre os navios da frota aliada que forçou com sucesso a Passagem de Curupaiti, atracado ao lado do encouraçado Brasil. No dia 17 de agosto de 1869 participou da terceira expedição no rio Manduvirá com a missão de caçar os últimos navios da Armada Paraguaia.